# Siddermeervallen
De siddermeervallen (Malapteruridae) zijn een familie van straalvinnige vissen uit de orde van meervalachtigen (Siluriformes).
Sommige soorten siddermeervallen zoals Malapterurus electricus zijn in staat om elektrische spanning te genereren tot 350 volt waarmee ze onder meer hun prooi kunnen verlammen.

## Geslachten
- Malapterurus Lacépède, 1803
- Paradoxoglanis Norris, 2002